# El Cuervo
El Cuervo is een gemeente in de Spaanse provincie Teruel in de regio Aragón met een oppervlakte van 20,76 km². El Cuervo telt 89 inwoners (1 januari 2016).

## Demografische ontwikkeling

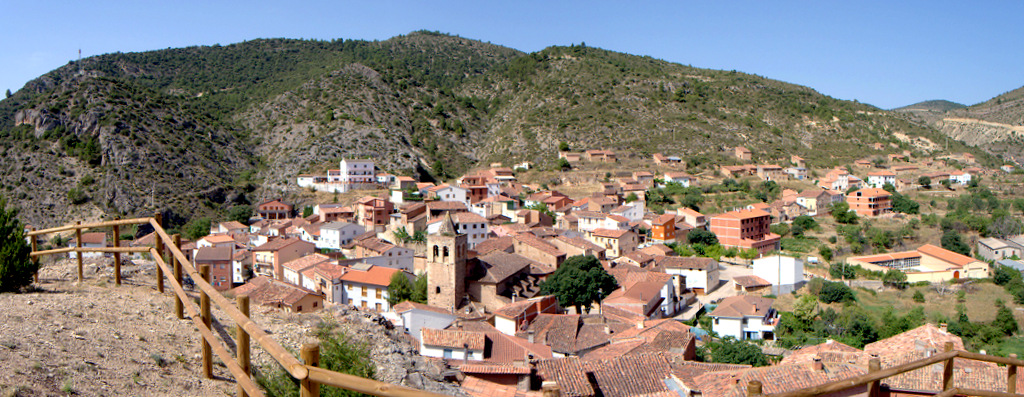
Panorama

Bron: INE, 1857-2011: volkstellingen
Opm.: In 1857 werd Veguillas de la Sierra een zelfstandige gemeente